# Bundesratswahl 1975
Am 10. Dezember 1975 fanden in der Schweiz die Gesamterneuerungswahlen des Bundesrates statt. Die beiden Kammern des neu gewählten Parlaments, die Vereinigte Bundesversammlung, wählten die Schweizer Regierung, den Bundesrat, für die von 1976 bis 1979 dauernde Amtszeit. Die Sitze wurden einzeln in der Reihenfolge des Amtsalters der Sitzinhaber bestellt.

## Wahlen

### Erste Wahl (Sitz von Rudolf Gnägi, SVP)

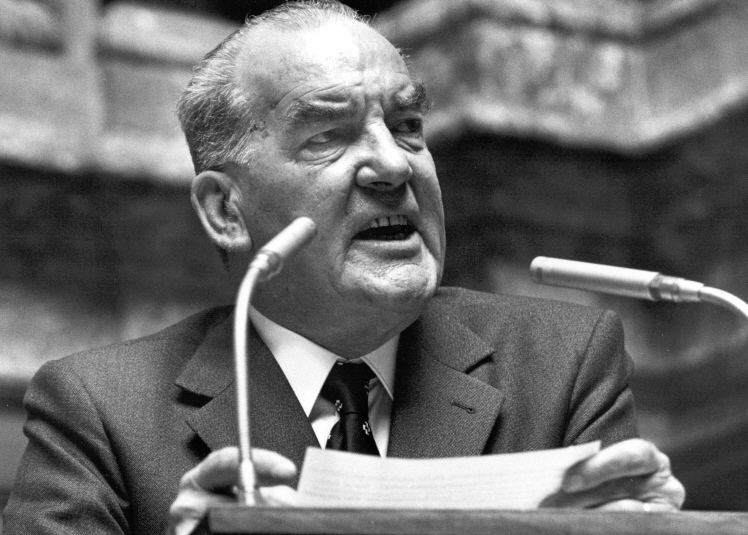
Rudolf Gnägi

Rudolf Gnägi (SVP) wurde am 8. Dezember 1965 in den Bundesrat gewählt. Er übernahm das Verkehrs- und Energiewirtschaftsdepartement. 1968 wechselte er ins Militärdepartement. Er stellte sich als amtsältester Bundesrat als erster zur Wahl.
|                         | 1. Wahlgang |
| ----------------------- | ----------- |
| ausgeteilte Wahlzettel  | 233         |
| eingegangene Wahlzettel | 233         |
| leer/ungültig           | 15/0        |
| gültig Total            | 218         |
| absolutes Mehr          | 110         |
| Rudolf Gnägi            | 189         |
| Verschiedene            | 29          |

### Zweite Wahl (Sitz von Ernst Brugger, FDP)

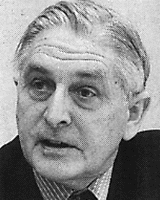
Ernst Brugger

Bundesrat Ernst Brugger (FDP) war seit Anfang 1970 Vorsteher des Volkswirtschaftsdepartements.
|                         | 1. Wahlgang |
| ----------------------- | ----------- |
| ausgeteilte Wahlzettel  | 237         |
| eingegangene Wahlzettel | 236         |
| leer/ungültig           | 15/0        |
| gültig Total            | 221         |
| absolutes Mehr          | 111         |
| Ernst Brugger           | 211         |
| Verschiedene            | 10          |

### Dritte Wahl (Sitz von Pierre Graber, SP)

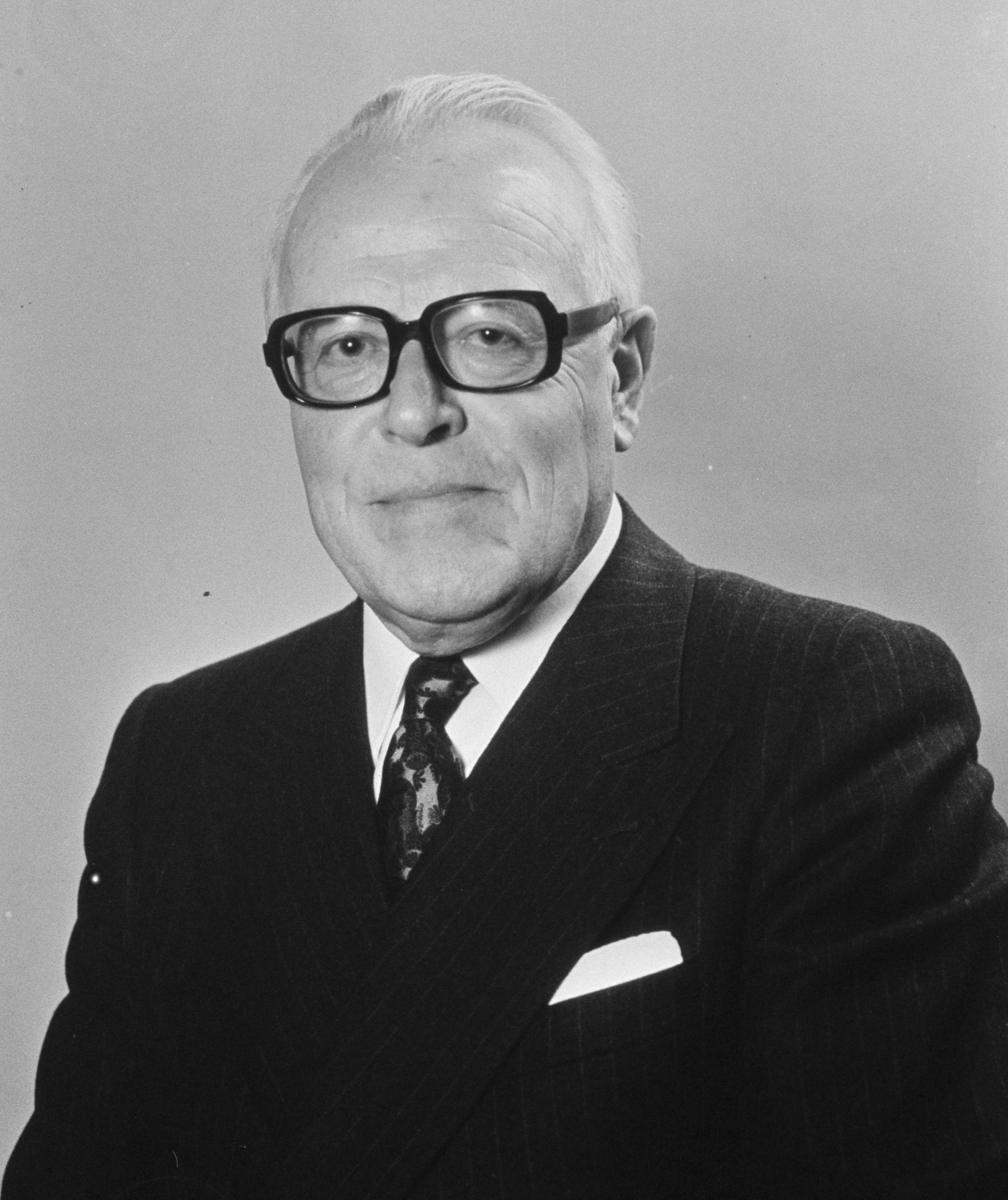
Pierre Graber (1971)

Bundesrat Pierre Graber (SP) war seit 1970 Vorsteher des Eidgenössischen Departement für auswärtige Angelegenheiten (EDA).
|                         | 1. Wahlgang |
| ----------------------- | ----------- |
| ausgeteilte Wahlzettel  | 239         |
| eingegangene Wahlzettel | 239         |
| leer/ungültig           | 27/0        |
| gültig Total            | 212         |
| absolutes Mehr          | 107         |
| Pierre Graber           | 177         |
| Verschiedene            | 35          |

### Vierte Wahl (Sitz von Kurt Furgler, CVP)

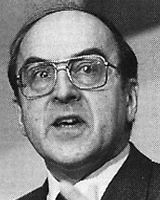
Kurt Furgler

Bundesrat Kurt Furgler (CVP) war seit Anfang 1971 Vorsteher des Justiz- und Polizeidepartements (EJPD).
|                         | 1. Wahlgang |
| ----------------------- | ----------- |
| ausgeteilte Wahlzettel  | 239         |
| eingegangene Wahlzettel | 239         |
| leer/ungültig           | 22/0        |
| gültig Total            | 217         |
| absolutes Mehr          | 109         |
| Kurt Furgler            | 187         |
| Verschiedene            | 30          |

### Fünfte Wahl (Sitz von Willi Ritschard, SP)

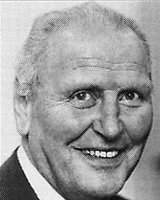
Willi Ritschard

Willi Ritschard (SP) wurde 1973 in den Bundesrat gewählt. Er war zuerst Vorsteher des Verkehrs- und Energiewirtschaftsdepartements und wechselte 1980 ins Finanzdepartement.
|                         | 1. Wahlgang |
| ----------------------- | ----------- |
| ausgeteilte Wahlzettel  | 239         |
| eingegangene Wahlzettel | 237         |
| leer/ungültig           | 8/0         |
| gültig Total            | 229         |
| absolutes Mehr          | 115         |
| Fritz Honegger          | 213         |
| Verschiedene            | 16          |

### Sechste Wahl (Sitz von Hans Hürlimann, CVP)

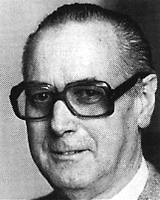
Hans Hürlimann

Hans Hürlimann (CVP) wurde am 5. Dezember 1973 als Nachfolger von Roger Bonvin in den Bundesrat gewählt. Er stand dem Eidgenössischen Departement des Innern (EDI) vor.
|                         | 1. Wahlgang |
| ----------------------- | ----------- |
| ausgeteilte Wahlzettel  | 238         |
| eingegangene Wahlzettel | 238         |
| leer/ungültig           | 11/0        |
| gültig Total            | 227         |
| absolutes Mehr          | 114         |
| Pierre Aubert           | 206         |
| Verschiedene            | 21          |

### Siebte Wahl (Sitz von Georges-André Chevallaz, FDP)

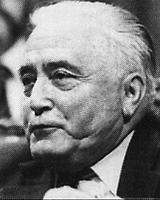
Georges-André Chevallaz

Georges-André Chevallaz (FDP) wurde 1973 als nichtoffizieller Kandidat der FDP-Fraktion in den Bundesrat gewählt. Er übernahm das Finanz- und Zolldepartement. Nach seiner Wiederwahl trat er auf den Beginn des Jahres 1980 die Nachfolge des abgetretenen Rudolf Gnägi als Vorsteher des Eidgenössischen Militärdepartements (EMD) an.
|                         | 1. Wahlgang |
| ----------------------- | ----------- |
| ausgeteilte Wahlzettel  | 237         |
| eingegangene Wahlzettel | 237         |
| leer/ungültig           | 17/0        |
| gültig Total            | 220         |
| absolutes Mehr          | 111         |
| Georges-André Chevallaz | 178         |
| Verschiedene            | 42          |

## Wahl des Bundeskanzlers

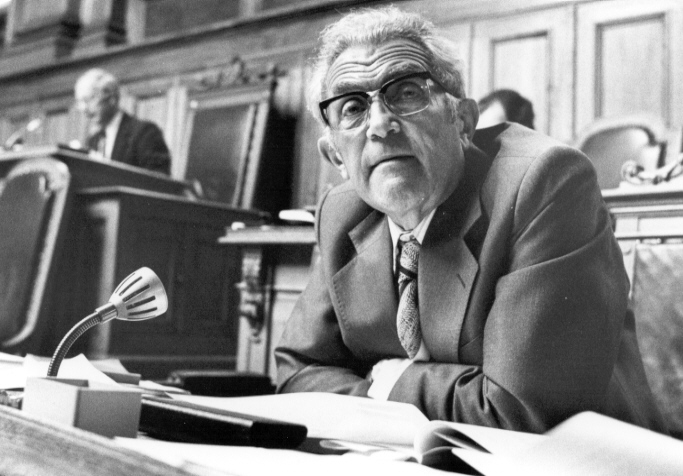
Karl Huber (1979)

Der amtierende Bundeskanzler Karl Huber (CVP) trat zur Wiederwahl an und wurde mit 194 Stimmen im Amt bestätigt.
|                         | 1. Wahlgang |
| ----------------------- | ----------- |
| ausgeteilte Wahlzettel  | 234         |
| eingegangene Wahlzettel | 234         |
| leer/ungültig           | 20/0        |
| gültig Total            | 214         |
| absolutes Mehr          | 108         |
| Karl Huber              | 194         |
| Verschiedene            | 20          |

## Wahl des Bundespräsidenten
Rudolf Gnägi wurde mit 180 Stimmen zum Bundespräsidenten für das Jahr 1976 gewählt.
|                         | 1. Wahlgang |
| ----------------------- | ----------- |
| ausgeteilte Wahlzettel  | 234         |
| eingegangene Wahlzettel | 233         |
| leer/ungültig           | 27/0        |
| gültig Total            | 206         |
| absolutes Mehr          | 104         |
| Rudolf Gnägi            | 180         |
| Verschiedene            | 26          |

## Wahl des Vizepräsidenten
Kurt Furgler wurde mit 182 Stimmen zum Vizepräsidenten gewählt.
|                         | 1. Wahlgang |
| ----------------------- | ----------- |
| ausgeteilte Wahlzettel  | 233         |
| eingegangene Wahlzettel | 233         |
| leer/ungültig           | 28/0        |
| gültig Total            | 205         |
| absolutes Mehr          | 103         |
| Kurt Furgler            | 182         |
| Verschiedene            | 23          |